# Jamul (India)
Jamul is een nagar panchayat (plaats) in het district Durg van de Indiase staat Chhattisgarh. 

## Demografie
Volgens de Indiase volkstelling van 2001 wonen er 21.633 mensen in Jamul, waarvan 52% mannelijk en 48% vrouwelijk is. De plaats heeft een alfabetiseringsgraad van 69%. 